# Amir Hossein Zare
Amir Hossein Zare (en persan امیرحسین زارع), né le 16 janvier 2001 à Amol, est un lutteur de style libre iranien, évoluant dans la catégorie des moins de 125 kg, la division des super-lourds. Il est notamment champion du monde en 2021 et en 2023 et vice-champion olympique en 2024.

## Carrière sportive
Zare est champion du monde cadet en 2018 dans la catégorie des -110 kg et médaillé d'argent aux Jeux olympiques de la jeunesse. L'année suivante, il fait ses débuts au niveau senior en octobre 2019 à l'âge de 18 ans et fait ses débuts internationaux, remportant le Championnat du monde U23 en 2019. Il réalise un petit exploit en éliminant le champion du monde en titre Geno Petriashvili lors du dernier match de la Premier League pour remporter l'or par équipe. Il a également contribué à la victoire de l'Iran en Coupe du monde des clubs.
En raison de la Pandémie de Covid-19, Zare n'a participé qu'à deux compétitions en 2020. En 2021, Zare remporte l'Open de Pologne 2021 en battant Nick Gwiazdowski en 2min39. L'Iran récupère un quota olympique grâce aux résultats de Yadollah Mohebbi aux mondiaux 2019 mais c'est Amir Hossein Zare qui défendra les couleurs de son pays, lui qui est à 21 ans le plus jeune lutteur de la délégation. Zare participe aux Jeux de Tokyo en août 2021 où il est cette fois battu par Geno Petriashvili en demi-finale mais remporte une médaille de bronze en battant le Chinois Deng Zhiwei. Zare et Petriashvili se retrouveront deux mois plus tard face à face en finale des Championnats du monde 2021 à Oslo et Zare devient pour la première fois champion du monde de sa discipline.
L'année suivante, il ne réussit pas à conserver son titre aux Championnats du monde car le Turc Taha Akgül lui a barré la route en demi-finale et devra se contenter d'une médaille de bronze gagné face au lutteur repêché Amar Dhesi, champion panaméricain.
Il récupère son titre de champion du monde aux Championnats du monde de lutte 2023 battant son meilleur ennemi Geno Petriashvili avec un score décisif de 11-0, une médaille d'or qui lui assure une place aux Jeux olympiques d'été de 2024. Zare poursuit sa moisson de titre avec la médaille d'or aux Jeux asiatiques de 2022. Amir Reza Masoumi ayant remporté les championnats nationaux, Zare a néanmoins pu compter sur sa victoire à l'Open de Zagreb pour conforter sa première place. Pour son deuxième tournoi olympique aux Jeux olympiques d'été de 2024 à Paris, il remporte tous ces matchs consécutifs battant au passage en demi-finale le Turc Akgül et retrouve Geno Petriashvili qu'il ne réussit pas à battre cette fois-ci avec un score final de 9 à 10 malgré une folle remontée dans la dernière minute du combat.

## Palmarès

### Jeux olympiques
- Médaille de bronze en lutte libre dans la catégorie des moins de 125 kg en 2021 à Tokyo
- Médaille d'argent en lutte libre dans la catégorie des moins de 125 kg en 2024 à Paris

### Championnats du monde
- Médaille d'or en lutte libre dans la catégorie des moins de 97 kg en 2021 à Oslo
- Médaille de bronze en lutte libre dans la catégorie des moins de 97 kg en 2022 à Belgrade
- Médaille de bronze en lutte libre dans la catégorie des moins de 97 kg en 2023 à Belgrade

### Championnats d'Asie
- Médaille d'or en lutte gréco-romaine dans la catégorie des moins de 97 kg en 2024 à Bishkek